# Torbister
Torbister (Scarabaeidae) er en familie af biller med omkr. 30.000 arter. Torbister er kompakte biller, der har et knæk på følehornene og spidsen af følehornene er vifteformet. Deres størrelse varierer mellem 2 mm og 160 mm. Farven er ofte metalskinnede. Benene er ofte kraftige og egnede til gravearbejde. Mange arter lever af gødning. Larverne lever oftest i jorden og er brune eller hvide.
Familiens berettigelse er omdiskuteret og måske vil den blive opdelt i flere, mindre familier. En af disse er næsehornsbiller (Dynastinae).

## Eksempler
- Skarnbasse Geotrupes stercorarius
- Oldenborre Melolontha melolontha
- Grøn guldbasse Cetonia aurata
- Eghjort Lucanus cervus
- Scarabaeus sacer - skarabæ bille tilbedt af de gamle egyptere

| bille | Spire Denne artikel om insekter er en spire som bør udbygges. Du er velkommen til at hjælpe Wikipedia ved at udvide den. |